# Las Casas Filipinas de Acúzar
Las Casas Filipinas de Acuzar es un resort de playa, hotel, centro de convenciones y destino patrimonial en Bagac, Bataan, Filipinas.

## Historia
José Acuzar, el propietario de New San Jose Builders, Inc., comenzó a reconstruir mansiones de la época colonial española en Bagac en 2003. En marzo de 2010, el área se abrió al público como Las Casas Filipinas de Acuzar. Fue puesto bajo la administración de Genesis Hotels and Resorts Corporation.
Las Casas Filipinas cerró temporalmente a principios de 2020 debido a las medidas de cuarentena comunitaria impuestas en respuesta a la pandemia de COVID-19 pero finalmente fue reabierto en julio de 2020.

## Características
Las Casas Filipinas cubre un área de alrededor de 400 hectáreas en Bagac, Bataan. Para sus instalaciones de alojamiento, Las Casas Filipinas cuenta con 128 habitaciones y 63 "casas de élite" a partir de enero de 2021.

### Casas patrimoniales

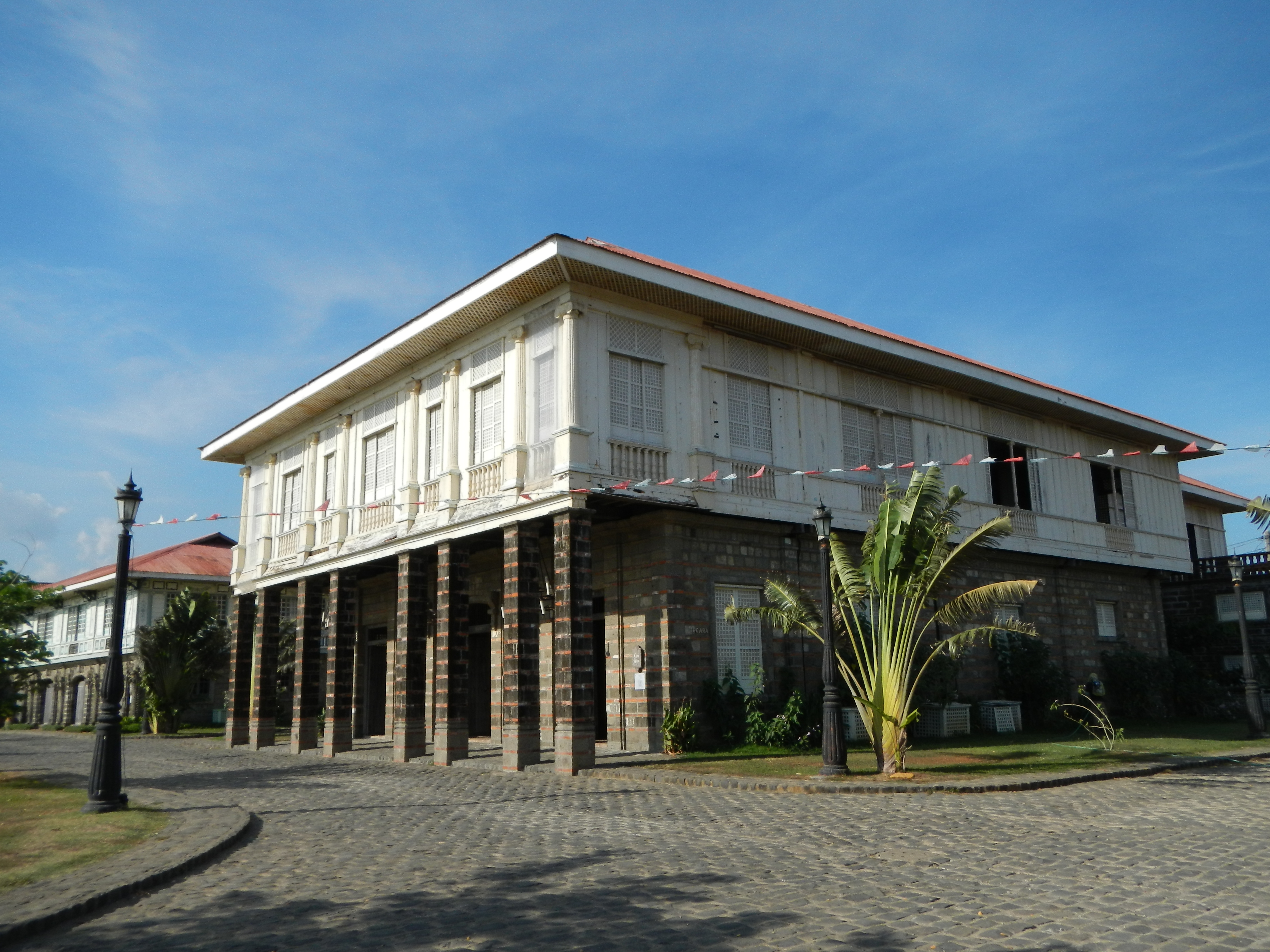
Casa Hidalgo

El principal atractivo de Las Casas Filipinas de Acuzar son sus casas patrimoniales, que fueron trasplantadas desde las afueras de Bagac, Bataan. Las casas se desmontan de su ubicación original y se reconstruyen dentro de las instalaciones de Las Casas Filipinas. Este método de conservación del patrimonio ha sido polémico entre los conservacionistas ya que creían que sus comunidades originales podrían haberse beneficiado de las estructuras si hubieran sido restauradas en el sitio. El defensor del parque patrimonial, Gerry Acuzar, afirmó que siguió el método para salvar las estructuras de la descomposición y el abandono. La subsecretaria del Departamento de Turismo, Bernadette Romulo-Puyat, dio su aprobación explícita a la fórmula de Las Casas Filipinas de Acuzar de preservar los lugares históricos locales.
Las casas incluidas en Las Casas Filipinas son evaluadas por su valor histórico, cultural y arquitectónico. La mayoría de las estructuras se remontan a la Época virreinal española, pero algunos edificios se construyeron más tarde, como la Casa Lubao, que se construyó en 1920 durante el Era colonial estadounidense. El parque patrimonial también incluye un torogan, un maranao casa del clan real de Lanao en Mindanao.
Entre las casas notables trasplantadas al parque patrimonial se encuentran: Casa Bizantina, Casa Hidalgo, Casa Jaén I y Casa Unisán.